# Всемирные игры полицейских и пожарных
Всемирные игры полицейских и пожарных (англ. World Police and Fire Games, WPFG) проводятся каждый нечётный год начиная с 1985 года. В этих соревнованиях принимают участие нынешние или отставные сотрудники полицейских и противопожарных органов. Они состязаются в олимпийских видах спорта, неолимпийских, а также в прикладных дисциплинах, применяемых на полицейских и пожарных учениях. В некоторых дисциплинах  существуют возрастные категории, участие в Играх разрешено по достижении 18 лет. Большинство соревнований бесплатно для посещения зрителей, в то время как на некоторые (например, состязания спецназа) допускаются только родные и близкие участников по предъявлению документов.
Идея полицейских игр зародилась в 1960-х годах в Калифорнии, вскоре к ним примкнули пожарные и другие штаты. В 1971 году прошли первые Национальные игры полицейских и пожарных, а в 1977 году — ежегодные Международные, начиная с 1996 года проводящиеся по чётным годам. Конкурирующие с ними Всемирные игры впервые состоялись в 1985 году, первоначально в них не принимали участие сотрудники вспомогательных служб вроде таможенной или пенитенциарной системы. До 1995 года Всемирные игры проходили только в США и Канаде, а к 2013 году лишь двое игр проводились в неанглоязычных странах. Максимальное количество участников было зафиксировано на Играх 2011 года в Нью-Йорке — 16 000 из 59 стран.

## Виды спорта и дисциплины (Всемирные игры 2013)
| - Армспорт - Бадминтон - Баскетбол (3*3 и 5*5) - Бег по ступеням - Бильярд (пул) - Бодибилдинг - Бокс - Борьба - Боулз - Боулинг - Велоспорт (шоссе и маунтинбайк) - Волейбол - Гандбол - Гольф - Горный бег - Гребля в зале - Гребля на байдарках и каноэ | - Гэльский футбол - Дартс - Дзюдо - Доджбол - Драгонбот - Жим лёжа - Карате - Крикет (Twenty20) - Летний биатлон - Лёгкая атлетика - Настольный теннис - Нетбол - Парусный спорт - Перетягивание каната - Плавание (бассейн и открытая вода) - Пляжный волейбол - Пулевая стрельба | - Регби (Тач-регби и регби-7) - Рыбалка - Сёрфинг - Сёрф-каякинг - Спортивное ориентирование - Софтбол - Стрельба из лука - Теннис - Тхэквондо - Тяжёлая атлетика - Футбол - Хоккей на траве - Хоккей с шайбой - Muster - SWAT - TCA (многоборье) - Ultimate Firefighter |

## Места проведения
| - 1985: Сан-Хосе, США - 1987: Сан-Диего, США - 1989: Ванкувер, Канада - 1991: Мемфис, США - 1993: Колорадо-Спрингс, США - 1995: Мельбурн, Австралия - 1997: Калгари, Канада - 1999: Стокгольм, Швеция - 2001: Индианаполис, США - 2003: Барселона, Испания - 2005: Квебек-Сити, Канада | - 2007: Аделаида, Австралия - 2009: Ванкувер, Канада - 2011: Нью-Йорк, США - 2013: Белфаст, Великобритания - 2015: Фэрфакс, США - 2017: Лос-Анджелес, США - 2019: Чэнду, Китай - 2022: Роттердам, Нидерланды - 2023: Манитоба, Канада - 2025: Бирмингем, США - 2027: Перт, Австралия |